# Nasir Dschuda

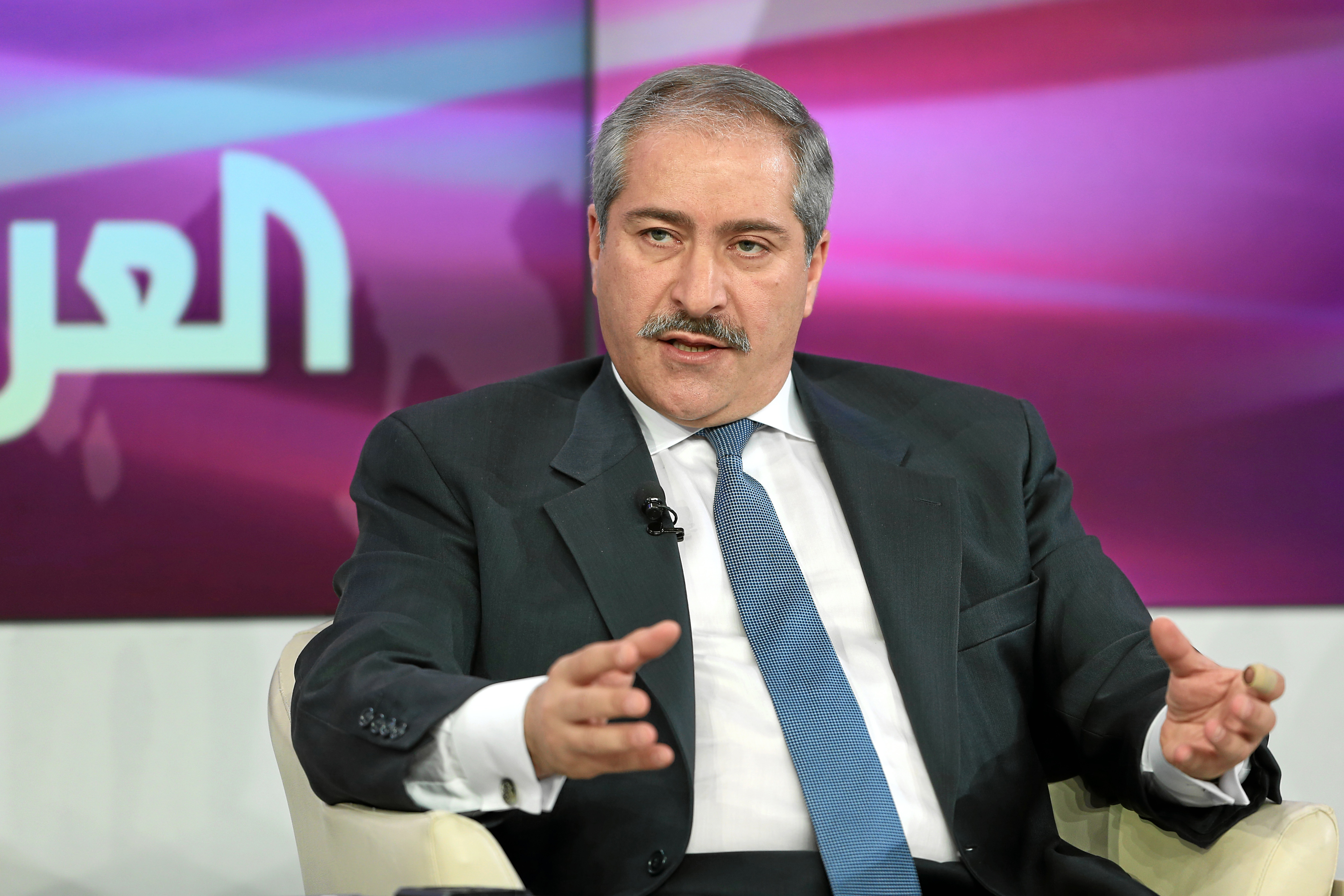
Dschudeh während des WEFs 2013

Nasir Dschuda, auch Nasser Dschudeh oder Nasser Judeh (arabisch ناصر جودة, DMG Nāṣir Ǧūda; * 1961), ist ein jordanischer Politiker.

## Biografie
Dschuda studierte nach der Schulausbildung am College de La Salle in Amman von 1966 bis 1975 und danach am Eastbourne College in Sussex ab 1979 Internationale Politik, Recht und Organisation an der School of Foreign Service der Georgetown University, das er 1982 mit einem Bachelor of Science (B.Sc.) in Foreign Service abschloss.
Nach seiner Rückkehr nach Jordanien diente er am Königlichen Hof in der Öffentlichkeitsarbeit und dann als Privatsekretär von Hassan ibn Talal. 1994 wurde er Generaldirektor des staatlichen jordanischen Fernsehens und 1998 Generaldirektor des Nationalen Rundfunksenders Jordan Radio and Television Corporation (JRTC). Anschließend war er Informationsminister sowie Regierungssprecher, ehe er 2003 Medienberater der Fluggesellschaft Royal Jordanian wurde. Während einer darauf folgenden Tätigkeit als Vorstandsvorsitzender von Information and Communication Expertise (ICE), einem auf Kleine und mittlere Unternehmen spezialisierten Unternehmen, war er auch Vorstandsmitglied einer Reihe von Unternehmen.
Am 25. November 2007 wurde er zum Staatsminister für Medien und Kommunikation in die Regierung von Premierminister Nadir adh-Dhahabi berufen. Er wurde bereits damals als Außenminister gehandelt.
Im Rahmen einer Regierungsumbildung wurde er am 22. Februar 2009 von Premierminister adh-Dhahabi zum Außenminister ernannt. In seiner Funktion als Außenminister hielt er im September 2009 eine Rede vor der 64. Generalversammlung der Vereinten Nationen.

## Familie

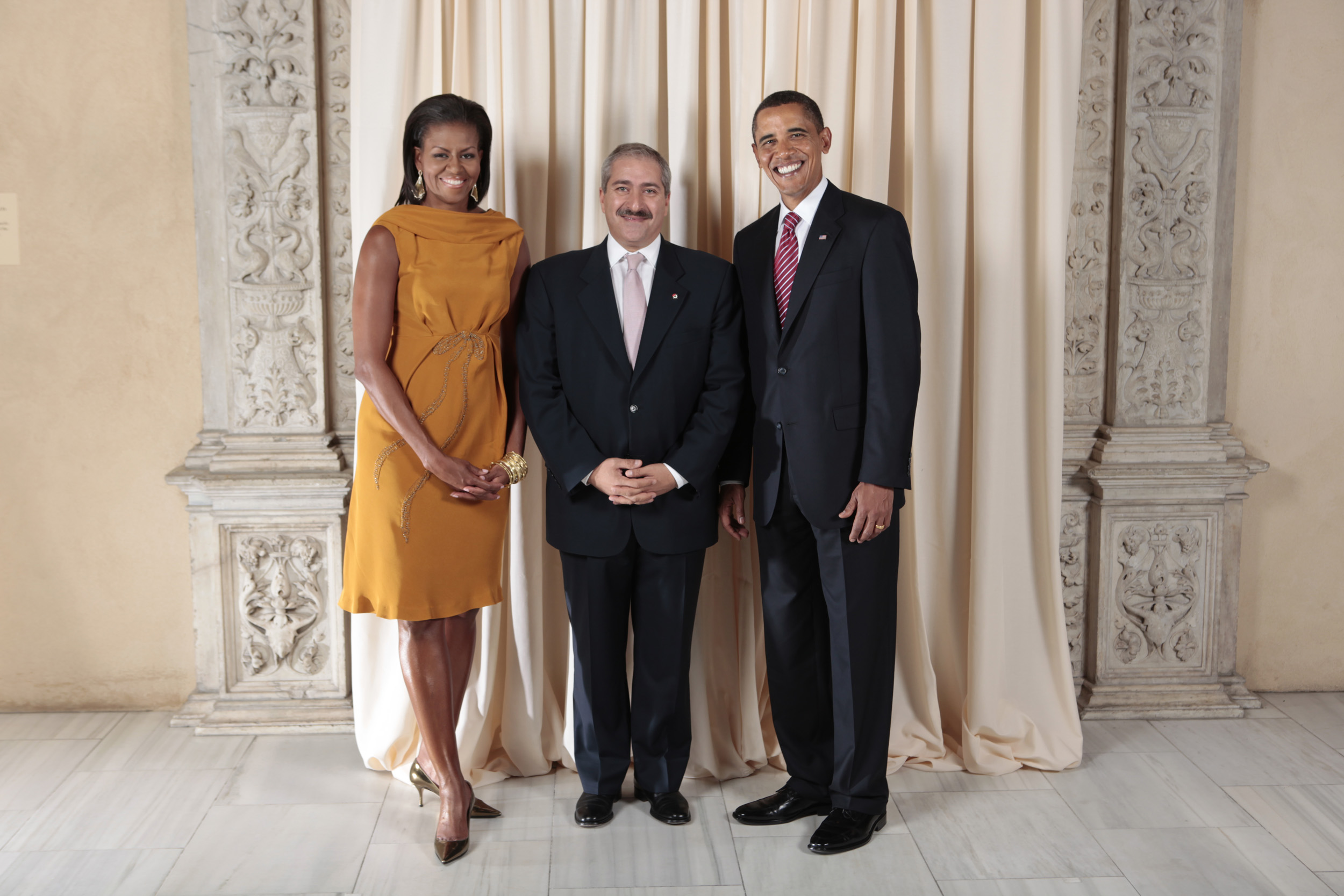
Nasir Dschuda mit US-Präsident Barack Obama und First Lady Michelle Obama (2009)

Er ist der Sohn des früheren Staatsministers Sami Dschuda. Ein Onkel ist der frühere Premierminister Said Rifai, dessen Sohn ist der derzeitige Premier Samir Rifai. Nasir Dschuda ist mit Prinzessin Sumaya, einer Cousine von König Abdullah II. und Tochter von Hassan ibn Talal, verheiratet und hat mit dieser vier Kinder. Prinzessin Sumaya ist nicht nur Vorsitzende des Kuratoriums der Princess Sumaya University for Technology, sondern auch Präsidentin des jordanischen Handballverbands.